# Le Housseau
Pour les articles homonymes, voir Housseau.
Le Housseau est une ancienne commune française de l’Orne et de la Mayenne.
Initialement située dans le département de l’Orne (canton de Juvigny-sous-Andaine), elle est rattachée au département de la Mayenne (canton de Lassay) en 1831 lors de la modification de la limite des deux départements.
Elle s'associe avec la commune de Brétignolles-le-Moulin en 1972 pour former la commune du Housseau-Brétignoles. 
La commune a la particularité de faire partie à la fois des provinces historiques du Maine et de la Normandie dans le pays de Passais.